# Neoplanorbis
Neoplanorbis é um género de gastrópode da família Planorbidae.
Este género contém as seguintes espécies:
- † Neoplanorbis carinatus Walker, 1908
- † Neoplanorbis smithi Walker, 1908
- Neoplanorbis tantillus Pilsbry, 1906
- † Neoplanorbis umbilicatus Walker, 1908